# 山上仁志
山上仁志（1966年 - ）是一位日本的游戏制作人，1989年起就任於任天堂，曾为企劃製作本部第一製作組經理（現今協助開發製作組）。

## 生平
出生于大阪府，血型是B型。
于1989年4月进入任天堂工作。在开发第一部进行《面板方塊》（パネルでポン）等益智游戏以及掌机游戏相关的开发。
近年主要在企划开发部担当外包作品的制作人。此外，与他相关的作品有不少被计算机娱乐分级机构（CERO）归入年龄指定分类，在任天堂可以说是少数派。
2017年2月13日，在任天堂公布的两段关于《火焰之纹章 回声 另一位英雄王》的影片中，他分别用相当不纯熟的普通话和粤语宣布该作将加入繁体和简体中文语言选项，在玩家中引起极大反响。

## 主要作品
- 马里奥系列
  - 马里奥医生
  - 耀西的餅乾[2]
  - 瑪利歐網球
  - 瓦利歐世界
  - Dance Dance Revolution with MARIO
  - 超级碧奇公主
  - 怪盗瓦利歐
  - 马里奥医生&细菌扑灭
  - 路易医生&细菌扑灭
- 俄罗斯方块Flash[2]
- 面板方塊系列[2]
  - 花仙子方塊
  - 耀西的面板方塊
  - 寶可夢面板方塊
  - 瑪利歐醫生&面板方塊
  - 面板方塊DS
- 星之卡比系列
  - 卡比砖块球[7]
  - 卡比宝石星[2]
  - 星之卡比 Wii[7]
  - 星之卡比 三重豪華版
  - 触摸!卡比 超級彩虹
- Game Boy Gallery系列[2]
- Famicom文庫 起始之森[2]
- 气球大战GB[2]
- 罪与罚系列
  - 罪与罚 ～地球的继承者～[8]
  - 罪与罚 ～宇宙的后继者～[9]
- F-Zero系列
  - F-Zero 最高時速
  - F-Zero GP傳說
  - F-Zero 高潮
- 多謝君的神秘電視[10]
- 传说的斯塔菲系列
- 精灵宝可梦系列（红宝石·蓝宝石以后）
  - 精灵宝可梦弹珠台 红宝石·蓝宝石
  - 精灵宝可梦竞速赛
  - 精灵宝可梦XD 暗之旋风 黑暗洛奇亚
精灵宝可梦战斗革命
  - 精灵宝可梦益智方块
  - 不可思议迷宫系列
  - 精灵宝可梦保育家系列
  - 宝可梦乱战系列
  - 宝可梦乐园Wii ~皮卡丘的大冒险~
宝可梦乐园2 ~超越世界~
  - 对战&收服！宝可梦打字练习DS
  - 精灵宝可梦+信长之野望
- Nintendo Puzzle Collection
- 火焰之纹章系列（烈火之剑以后）[11]
  - 火焰之纹章 暗黑龙与光之剑（调试[12]）
  - 幻影异闻录♯FE
- 任天堂戰爭系列
  - 高級戰爭（1+2）
  - 高級戰爭DS
  - 高級戰爭DS 失去之光
- 役満DS
- Jump明星大乱斗
  - Jump明星终极大乱斗
- 螺旋破碎機轟振
- 俄罗斯方块DS[3]
- 繪圖方塊DS
- 永恆深藍[13]
  - 永恆深藍：海的呼喚聲
- 化石挖掘者系列
  - 我們是化石挖掘者[14]
  - 超級化石挖掘者
  - 化石挖掘者 無限啟動
- 淑女風範系列
  - 自我時尚 淑女風範[15]
  - 自我時尚 淑女風範：慾望宣言！[16]
  - 淑女風範3：絢麗☆裝扮
- 大災難：危機之日[17]
- 斬擊的女武神[18]
- 异度系列[19]
  - 异度之刃X
  - 异度神剑2
- 最后的故事[20]
- 潘朵拉之塔直到你身邊[21]
- 神奇101[22]
- 猎天使魔女2
- 代号：蒸汽
- 恶魔三人组
- 超迴轉壽司強襲者 The Way of Sushido

## 脚注
1. ↑  . ニンドリドットコム. 2007-04  [2011-04-07]. （原始内容存档于2007年6月18日）.
2. 1 2 3 4 5 6 7 8  . 任天堂. 2000  [2011-04-07]. （原始内容存档于2014-08-18）.
3. 1 2  . ニンテンドーオンラインマガジン. 2006-06  [2011-04-07]. （原始内容存档于2010-04-01）.
4. ↑  . 机核网. 2017-02-13  [2017-02-26]. （原始内容存档于2020-02-04）.
5. ↑  . YouTube. 2017-02-13  [2019-09-09]. （原始内容存档于2019-01-29） （中文）.
6. ↑  . YouTube. 2017-02-13  [2019-09-09]. （原始内容存档于2021-01-07） （中文）.
7. 1 2  . 任天堂. 2011-10-21  [2011-10-21]. （原始内容存档于2011-10-22）.
8. ↑  . ほぼ日刊イトイ新聞. 2000-12-27  [2011-04-07]. （原始内容存档于2012-03-12）.
9. ↑  . 任天堂. 2009-10-22  [2011-04-07]. （原始内容存档于2011-05-26）.
10. ↑  . ニンテンドーオンラインマガジン. 2002-03  [2011-04-07]. （原始内容存档于2009-07-15）.
11. ↑  . ほぼ日刊イトイ新聞. 2003-05-09  [2011-04-07]. （原始内容存档于2012-03-11）.
12. ↑  電撃Nintendo 2016年2月号付録『幻影異聞録 #FE　FIRST GUIDE』P27。
13. ↑  . ニンテンドーオンラインマガジン. 2007-09  [2011-04-07]. （原始内容存档于2010-08-20）.
14. ↑  . ニンテンドーオンラインマガジン. 2008-04  [2011-04-07]. （原始内容存档于2009-05-07）.
15. ↑  . 任天堂. 2008-10-20  [2011-04-07]. （原始内容存档于2011-06-02）.
16. ↑  . 任天堂. 2012-10-22. （原始内容存档于2017-05-13）.
17. ↑  . ニンテンドーオンラインマガジン. 2008-10  [2011-04-07]. （原始内容存档于2011-07-22）.
18. ↑  . 任天堂. 2010-02-04  [2011-04-07]. （原始内容存档于2011-06-28）.
19. ↑  . 任天堂. 2010-06-09  [2011-10-21]. （原始内容存档于2011-10-25）.
20. ↑  .   [2017-10-25]. （原始内容存档于2017-10-25）.
21. ↑  . 任天堂. 2011-05-23  [2011-05-27]. （原始内容存档于2011-05-26）.
22. ↑  . 任天堂. 2013-08-22  [2013-12-28]. （原始内容存档于2013-11-29）.